# Danmarks socken
Danmarks socken i Uppland ingick i Vaksala härad och uppgick 1967 i Uppsala stad. Området ingår sedan 1971 i Uppsala kommun och motsvarar från 2016 Danmarks distrikt.
Socknens areal är 53,58 kvadratkilometer varav 53,19 land. År 2000 fanns här 10 410 invånare.  En del av Uppsala, tätorten Sävja samt kyrkbyn Danmark med sockenkyrkan Danmarks kyrka ligger i socknen.

## Administrativ historik
Danmarks socken har medeltida ursprung. 
Vid kommunreformen 1862 övergick socknens ansvar för de kyrkliga frågorna till Danmarks församling och för de borgerliga frågorna bildades Danmarks landskommun. Landskommunen uppgick 1952 i Vaksala landskommun som 1967 uppgick i Uppsala stad som 1971 ombildades till Uppsala kommun. Församlingen uppgick 2010 i Danmark-Funbo församling.
1 januari 2016 inrättades distriktet Danmark, med samma omfattning som församlingen hade 1999/2000.  
Socknen har tillhört län, fögderier, tingslag och domsagor enligt vad som beskrivs i artikeln Vaksala härad. De indelta soldaterna tillhörde Upplands regemente, Rasbo kompani och Livregementets dragonkår, Livskvadronen och Norra Upplands skvadron.

## Geografi
Danmarks socken ligger närmast sydost om Uppsala kring Sävjaån. Socknen är en slättbygd i norr med skogsbygd i söder.
De byar i Danmark som existerat sedan 1500-talet eller längre är Berga, Bresta (försvunnen), Bärby, Dannmarksby, Edeby, Ekeby (försvunnen), Hammarby, Hubby (försvunnen), Huggsta, Knivsbrunna, Krisslinge, Kumla, Lunda, Myrby, Norrby, Nåntuna, Prästgården, Säby, Sällinge, Sävja, Söderby, Söderhällby, Tjocksta, Vallby, Vedyxa, Viggeby, Viken, Villinge och Ängeby.

## Fornlämningar
I Danmark finns över 1 700 fornlämningar, varav de flesta återfinns på gravfält från järnåldern. Ungefär två tredjedelar av fornlämningarna på gravfälten är från yngre järnåldern, medan de övriga är tidigare. Flera gravfält är emellertid borttagna. 15 runstenar har påträffats.

## Namnet
Namnet skrevs 1291 Danmarcum och kommer från kyrkbyn. Namnet kan innehålla dan(k) 'sankmark' och mark, 'gränsskog'.